# クロトン酸
クロトン酸（クロトンさん、crotonic acid）は、炭素数4のモノ不飽和脂肪酸のひとつ。C-2位にトランス型の二重結合を持つ。ハズ油の主成分で、名称もハズ属 Croton に因む。工業的にはクロトンアルデヒドの酸化によって合成する。
単体は白色の針状結晶で、酪酸様の臭気を有し、刺激性が強い。水及び多くの有機溶媒に溶ける。
同じ化学式で、シス型の二重結合をもつ幾何異性体はイソクロトン酸 (isocrotonic acid) と呼ばれる。イソクロトン酸は沸点171.9 ℃の油状液体で、蒸留によって単離できる安定な物質であるが、熱や光、酸などによってクロトン酸へと異性化する。